# Mercator Cooper
Mercator Cooper (* 29. September 1803 in Southampton (New York); † März oder April 1872 in Barranquilla, Kolumbien) war ein US-amerikanischer Schiffskapitän. Bekannt wurde er im Zusammenhang mit zwei Ereignissen: Dem ersten offiziellen Besuch eines amerikanischen Schiffs in Tokio und der ersten Landung auf antarktischem Festland.

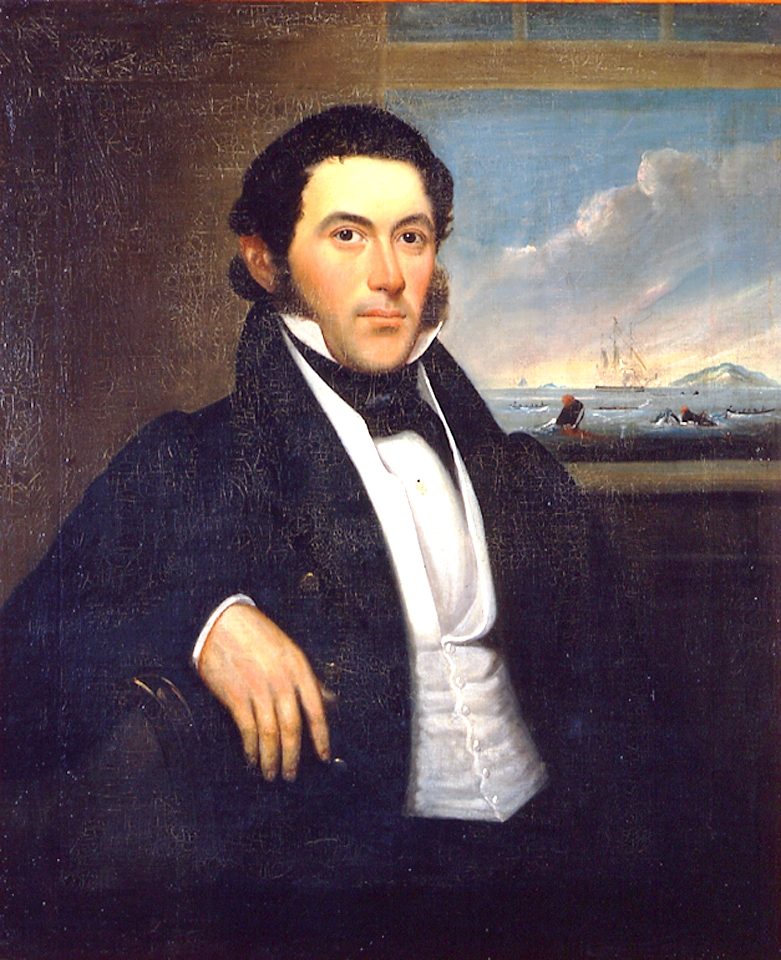
Mercator Cooper

## Familie
Er war das zweite von fünf Kindern seiner Eltern und heiratete 1830. Mit seiner ersten Frau hatte er drei Kinder. Nachdem seine erste Frau 1858 gestorben war, heiratete er ein zweites Mal.

## Erster Besuch eines amerikanischen Schiffes in Tokio
Als Kapitän des Walfängers Manhattan konnte er am 14. oder 15. März 1845 die Besatzungen von zwei seeuntauglich gewordenen japanischen Handelsschiffen südlich des japanischen Festlandes aufnehmen. Bei dieser Gelegenheit nahm er von einem der aufgegebenen Schiffe eine Karte mit, die er nach seiner Heimkehr der US-Regierung übergab. Diese genaue Karte der japanischen Inseln wurde einige Jahre später von US-Kriegsschiffen bei ihrer Fahrt nach Japan benutzt.
Mit den japanischen Seeleuten an Bord nahm er Kurs auf die Bucht von Tokio. Kurz vor Erreichen der Bucht gingen vier der Geretteten von Bord und sandten eine Nachricht ab, wonach das große Segelschiff die restlichen Überlebenden direkt in Tokyo abliefern wolle.
Am 16. April 1845 teilte ihm ein Abgesandter des Shogun Tokugawa Ieyoshi mit, dass er die Erlaubnis habe, in die Bucht von Tokio einzulaufen. Dies war ein absolut ungewöhnlicher Vorgang, da Japan während der Edo-Zeit die Politik des Sakoku praktizierte und jeglichen Kontakt mit Fremden strikt vermied. Als Cooper dann in die Bucht einlief, wurde er von ca. 300 kleineren und größeren japanischen Booten begleitet.
Er wurde freundlich empfangen, eine japanische Delegation kam an Bord und inspizierte sein Schiff. Besonderes Interesse fanden die Japaner an dem afroamerikanischen Besatzungsmitglied Pyrrhus Concer – offensichtlich hatten die Japaner bis dahin noch nie einen Menschen mit schwarzer Hautfarbe gesehen. Man dankte ihm für die Rettung der Seeleute und schenkte ihm großzügig Vorräte: Wasser, 20 Säcke Reis, zwei Säcke Weizen, einen Sack Mehl, elf Säcke mit Süßkartoffeln, 50 Hühner, zwei Klafter Holz und zehn Pfund Tee. Am 21. April 1845 wurde das Schiff wieder von hunderten Booten aus der Bucht hinaus begleitet.

## Erster Landgang in der Antarktis
Einige Jahre später schrieb Mercator Cooper erneut Geschichte. Diesmal war er unterwegs als Kapitän des Schiffes Levant, welches die Aufgabe hatte, Wale und Robben zu jagen. Bei seiner Fahrt durch das Rossmeer kam er dicht ans Festland der Antarktis heran. Am 26. Januar 1853 (im Sommer der Südhalbkugel) wurde Land gesichtet, er ging vor Anker und fuhr mit einem Beiboot an Land. Es wurden zahlreiche Pinguine vorgefunden, jedoch keine Robben – das eigentliche Ziel der Mission. Es handelte sich dabei tatsächlich um antarktisches Festland und nicht nur um Schelfeis. Der Landgang erfolgte bei Oates-Coast auf Viktorialand und war der erste dokumentierte Landgang von Menschen in der Antarktis. Das Logbuch dieser Fahrt ist erhalten geblieben und heute online aufrufbar.
Cooper starb in Kolumbien, wo er sich zur Ruhe gesetzt hatte. Der Todeszeitpunkt wird unterschiedlich angegeben. Teilweise wird der 23. März 1872 genannt, teilweise der 24. April 1872.